# Белина (герб)
Белина (на полски: Belina; алтернативни изписвания: Beliny, Bilina, Bylina, Byliny) е полски благороднически герб. Използван е от няколко шляхтски семейства, обединени под един герб в една гербова общност.

## Блазон
Блазонът съгласно класическите правила в полската хералдика гласи:
В лазурно поле между две сребърни подкови, обърнати гръб до гръб, сребърен меч със златен ефес отгоре. Острието на меча забито в трета сребърна подкова с отвора ѝ надолу.

В нашлемника – ръка със златна броня и със същия меч.
| „               | В лазурно поле три сребърни подкови с гръб една към друга и отвори към страните и дъното на щита; върху средната е забит прост немски меч. Над шлемът с корона – ръка в златна броня с вдигнат меч. | “ |
| Юлиуш Островски | |   |

Първоначално вместо меч е имало островърхия кръст патé. В най-ранната версия на герба Белина полето е било червено, а подковите – златни.

## Най-ранни сведения
Произходът на герба е неизвестен. Най-старото изображение е върху печат от 1447 г.

## Употреба
Гербът се използва от следните 27 благороднически рода, обединени в една гербова общност (на послки език):
Bardziełowski, Barzymowski, Belina, Belinowicz, Benedyktowicz, Bielejewski, Bielinowicz, Bieniuszewicz, Bogusławski, Bordzikowski, Bordziłowski, Borkowski, Borysław, Borysławski, Borzym, Borzymowski, Brwinowski, Brzeznicki, Brzozowski, Buka, Bukont, Byczkowicz, Bylin
Chlewicki, Chlewiński, Chwalęcki, Czechowski.
Dusza.
Falęcki
Galewski, Golaniewski, Goleniewski, Goleniowski, Golianiewski, Golijaniewski, Gólczewski, Grocki, Grodski, Grodzki, Gruszczeński, Gruszczyński, Gruszecki, Gulczewski.
Harbuz
Jaszczółtowski, Jaszczułtowski, Jaworski.
Kadłubowski, Kaptur, Kęcierski, Kędzierski, Kędzierzyński, Kolędowski, Kolzan, Kołwzan, Konotopski, Koszko, Kotkowski, Kraska, Kraśko, Krupiński.
Leszczyński, Lichowski, Lochowski.
Łochnowski, Łochowski, Łojewski, Łojowski.
Miastkowski, Milęcki, Młochowski, Młynarski, Modzelewski.
Nadroski, Narapiński, Naropiński, Niałecki, Nowoszyński.
Okoń, Okuń, Orzeszkowski, Ossowski, Ostrowski.
Parzniewski, Parzniowski, Piotrkowicz, Piotrowicz, Piotrowski, Podgórski, Podhorecki, Podhorodecki, Podleśny, Podorecki, Pogórecki, Ponikowski, Porudeński, Porudyński, Porudziński, Pożarowski, Prażmowski, Proskowski, Pyrski.
Rachowski.
Sadkowski, Sangrocki, Sarbiński, Satkowski, Sczytnicki, Sekucki, Sempelborski, Sękucki, Siekuć, Skarbiński, Skup, Skupieński, Skupiewski, Skupiński, Stanięta, Starzechowski, Stawski, Studziński, Sudziński, Suski, Szczytnicki, Szpakowski.
Tabulski, Taraniewski, Taranowski, Tarapowski, Telatycki, Tęgoborski, Tomkiewicz.
Wagrowski, Wandrowski, Wągroski, Wągrowski, Weiss, Wengierski, Węgierski, Węsierski, Wielicki, Wierciechowski, Wierciochowski, Wolski.
Zalutyński, Zawadzki, Zdanowski, Zdunowski, Zeligowski.
Żeligowski.
|  | Тази страница частично или изцяло представлява превод на страницата Belina (herb szlachecki) в Уикипедия на полски. Оригиналният текст, както и този превод, са защитени от Лиценза „Криейтив Комънс – Признание – Споделяне на споделеното“, а за съдържание, създадено преди юни 2009 година – от Лиценза за свободна документация на ГНУ. Прегледайте историята на редакциите на оригиналната страница, както и на преводната страница, за да видите списъка на съавторите. ВАЖНО: Този шаблон се отнася единствено до авторските права върху съдържанието на статията. Добавянето му не отменя изискването да се посочват конкретни източници на твърденията, които да бъдат благонадеждни. |